# Pédagogie rationnelle
La pédagogie rationnelle est une approche éducative insistant sur les attentes scolaires et les pratiques d'apprentissage pour réduire les inégalités éducatives. Inspirée des travaux de Pierre Bourdieu et Jean-Claude Passeron, cette approche met l'accent sur la clarté des attendus, la facilité d'accès à l'information et la réduction des implicites scolaires, afin d'aider tous les élèves à s'approprier la culture scolaire, indépendamment de leur origine sociale.

## Causes de l’émergence de la pédagogie rationnelle
Le contexte des inégalités scolaires en Fédération Wallonie-Bruxelles (FWB), l’un des systèmes les plus inégalitaires de l’OCDE, notamment au regard de l’écart entre les résultats des élèves les plus favorisés et ceux des moins favorisés (Annexe 1) a provoqué l'émergence de la pédagogie rationnelle (Bourdieu et Passeron, car celle-ci à pour but fondamental de contribuer à réduire ces inégalités socio économiques. Cette nouvelle discipline s’interroge notamment sur comment rendre l’école accessible à tous·tes en tentant de réduire le fossé qui existe entre le langage de l’école et le langage des familles. Pour réduire les inégalités scolaires, un des éléments de la pédagogie rationnelle serait de rendre visible le curriculum invisible. Plusieurs sous-concepts en découlent comme ; la rencontre ratée, la massification et la culture scolaire.
La culture scolaire
Lahire travaille sur le concept de culture scolaire en analysant comment cette culture de l’école, propre à l’institution scolaire, dicte des normes et des attentes généralement éloignées de celle des élèves issus de milieux défavorisés. Pour réussir dans le cadre scolaire, les élèves doivent acquérir des compétences particulières, souvent liées à un savoir-faire et à des comportements adaptés à ce contexte. Si ce n’est pas expliqué explicitement par l’enseignant·e, des malentendus sociocognitifs peuvent survenir entre enseignant·e·s et élèves, influençant les résultats scolaires.
Voici un exemple concret de malentendus sociocognitifs : Bonnéry et Joigneaux mettent en évidence que les pratiques de lecture familiales, ou "littératies familiales", sont influencées par le contexte social et ont un impact sur les apprentissages scolaires futurs des enfants. Ils identifient trois types de lecture :
1. Les "lectures-oralisations" : On les retrouve dans les familles populaires, peu familières avec le système scolaire. Ces familles se concentrent sur la compréhension littérale du texte.

2. Les "lectures dirigées" : Se fait plutôt dans les familles populaires plus conscientes des attentes scolaires, elles encouragent l’enfant à analyser le texte tout en guidant l'interprétation de l'enfant.
3. Les "lectures indiciaires" : On les retrouve dans les familles à fort capital culturel, là où l’enfant est encouragé à formuler ses propres hypothèses interprétatives.
Cette dernière approche favorise particulièrement le développement des compétences d'analyse textuelle attendues à l'école, préparant ainsi les enfants à dépasser le sens littéral pour construire une interprétation personnelle, réfléchie et autonome du texte.
Une des alternatives à envisager serait de mettre les élèves en petit groupe pour discuter du texte entre eux, et ensuite proposer un moment collectif de partage avec le groupe-classe. Ainsi, les élèves n’ayant pas analysé le texte avec un oeil de détective pourront le faire au moment des petits groupes. L’enseignant a un rôle important à jouer en passant dans les cercles d’élèves durant ce moment, pour accompagner les réflexions et guider les élèves vers une analyse à travers de questions de suivi et de relance.

## Conséquences des pratiques pédagogiques actuelle
La persistance des inégalités scolaires a conduit à la formation de classes à deux vitesses, où les élèves proches du modèle scolaire, souvent issus de milieux favorisés, réussissent mieux que ceux éloignés de cette logique. Ces derniers, confrontés à des malentendus éducatifs et à l'implicite des attentes scolaires, peinent à accéder aux apprentissages profonds nécessaires à leur émancipation intellectuelle et sociale. Du côté des enseignants, ces disparités nourrissent un sentiment d’impuissance, particulièrement renforcé par des conceptions naturalisantes qui attribuent les échecs scolaires à des caractéristiques psychologiques ou sociales des élèves, plutôt qu’à des problématiques systémiques. Cela conduit également à une reproduction des inégalités par le biais de pratiques différenciatrices inconscientes, qui renforcent le statu quo au lieu de le transformer. À l’échelle du système éducatif, ces dynamiques participent au maintien d’un écart stable entre élèves favorisés et défavorisés, limitant ainsi la capacité des écoles à être inclusives et à jouer leur rôle émancipateur dans une société démocratique.
Afin de souligner les déficits du système éducatif actuel, les tenants de la pédagogie rationnelle ont développé différents sous-concepts qui permettent de discuter de ses écueils. En voici deux : le curriculum invisible et ce qu'iels appellent la rencontre ratée.
Le curriculum invisible
Dans le contexte scolaire, les professeurs ont des attendus, mais ceux-ci ne sont pas toujours explicités. Netter le définit comme un “curriculum invisible”. Il explique que le curriculum est invisible, car il est seulement visible pour les enseignants et quelques élèves adaptés au système scolaire. Pour les élèves non-adaptés, le curriculum invisible est peu explicite, et donc ils ne peuvent pas le saisir, ni le comprendre.
Netter remet en question l'idée reçue selon laquelle un programme scolaire uniforme suffirait à garantir l'égalité des chances pour tous les élèves. Netter introduit le concept de "curriculum invisible", qui explique pourquoi l'apparente “universalité” du programme est en réalité illusoire.
Pour Rochex & Crinon (2011), Bautier & Rayou, cette situation engendre une disparité au sein des classes :
• Certains élèves, grâce à leur socialisation préalable (familiale et scolaire), parviennent à s'approprier le programme ;
• D'autres, en revanche, n'accèdent qu'à des apprentissages très limités.
Voici un exemple pour illustrer le propos : on observe que l’élève passe à côté de la tâche prescrite qui est de calculer l’aire du triangle. Mais il calcule quand même le nombre de figures. Nous sommes là dans un contexte où l’élève ne fait pas le lien entre la consigne et ce qui est implicitement demandé. Le risque majeur est que l’élève s’épuise car il “dénombre”, mais il ne sait pas ce qu’il doit compter. Il ne rencontre donc pas les objectifs de la tâche ou encore les attentes de l’enseignant. L’une des alternatives à envisager serait de donner du matériel physique aux élèves, préalablement mis en petits groupes, en amont de la réalisation de l’exercice, afin qu’ils puissent manipuler les demi-triangles et réaliser que cela forme un carré quand on les assemble par leur plus long côté. De même, avoir les six carrés pour déconstruire le grand triangle rectangle, pour pouvoir les mettre les uns après les autres et les dénombrer, ce qui permet de se détacher de la forme initiale du grand triangle rectangle. Cela permettra aux élèves de s’engager dans une tâche identique tout en mobilisant des enjeux d’apprentissage consistants. Cela permettrait aussi de rendre visibles les logiques scolaires.
La rencontre ratée
L’élève venant d’un milieu plus favorisé voit l’école comme un milieu accessible avec des enjeux d’apprentissage percevables. À l’inverse, un élève d’un milieu moins favorisé voit l’école comme un milieu de docilité avec une obéissance à suivre, un professeur à écouter et à suivre pour obtenir des savoirs utiles à un travail. Une différence se creuse entre les élèves qui sont en mesure de percevoir le curriculum prescrit, effectif et invisible (logique scolaire) et ceux qui ne le perçoivent pas (logique commune).
Un des facteurs de la rencontre ratée c’est la massification. Netter fait référence à la massification dans son ouvrage Culture et inégalités à l’école. En effet, au milieu du 20ème siècle, l’école est devenue obligatoire pour tous les enfants, quelles que soient leurs classes sociales. Cela a transformé l’accès à l’éducation, et a également renforcé les disparités culturelles et sociales. Il analyse comment certains élèves, en fonction de leur situation familiale sont, plus ou moins bien, préparés à s’approprier la culture scolaire. Ce qui accentue les inégalités scolaires malgré une démocratisation de l’accès. Cette rencontre ratée entre les différentes classes sociales est principalement dû au fait que la massification s’est produite sans prise en compte des nouveaux scolarisés.
Un exemple bien connu, est celui des enfants d’instituteurs et ceux d’ouvriers. Ceux ayant des parents dans le milieu scolaire sont plus familiarisés à comprendre la logique scolaire, contrairement aux autres. L’une des alternatives à intégrer en classe est de bien rendre visible les attentes des leçons faites avec vos élèves, et de bien mettre en évidence les savoirs à retenir des séances. La référence étant l’enfant le plus loin de la culture scolaire.

## Solutions proposées par la pédagogie rationnelle
La pédagogie rationnelle repose sur une approche structurée visant à réduire les inégalités scolaires et à favoriser l’inclusion. Elle s’appuie sur une logique d’anticipation, en rendant explicites les attentes scolaires ainsi que les savoirs instrumentaux et explicatifs nécessaires à la réussite des élèves. Cela implique de lever les malentendus culturels et pédagogiques qui empêchent certains élèves de s’approprier pleinement les apprentissages. Cette pédagogie encourage également une vision systémique, en proposant des approches différenciées pour rapprocher les élèves éloignés de la logique scolaire, tout en intégrant des pratiques accessibles et efficaces pour tous.
Une dimension clé de cette approche est de soutenir une posture d’appropriation des savoirs. Contrairement à une simple conformité aux règles de l’école, cette posture vise à développer une pensée critique et autonome chez les élèves. Les savoirs instrumentaux sont ainsi conditionnés par des savoirs explicatifs, permettant de comprendre non seulement "comment" mais aussi "pourquoi" un concept fonctionne.
Pour que cette transformation pédagogique soit effective, il est essentiel de renforcer l’accompagnement des enseignants. Cela passe par le développement d’outils réflexifs permettant d’analyser et d’ajuster leurs pratiques, ainsi que par une sensibilisation accrue aux logiques différenciatrices et aux biais inconscients qui peuvent perpétuer les inégalités. Cette approche holistique vise à construire un système éducatif plus équitable, où chaque élève, quel que soit son contexte, peut accéder à un apprentissage significatif et émancipateur.
Une pédagogie rationnelle... une des solutions ?
Bourdieu insiste sur la nécessité de redéfinir le savoir-faire dans un nouveau système éducatif selon les principes d’une pédagogie rationnelle, où l’efficacité de la transmission des savoirs est essentielle pour limiter les inégalités culturelles. Ces principes sont :
- L'ambition d'atteindre le plus grand nombre d'élèves possible, ce qui fait écho à l'objectif d'assurer à tous les élèves des chances égales d'émancipation sociale.
- L'idée de transmettre efficacement des aptitudes culturelles, qui se rapproche de l'objectif d'amener tous les élèves à s'approprier des savoirs et à acquérir des compétences.
- La notion de rapidité et d'efficacité dans l'apprentissage, qui peut être liée à l'objectif de réduire progressivement le redoublement et le décrochage scolaire.
Bourdieu critique la pédagogie traditionnelle, centrée sur le cours magistral, qui se révèle souvent inadaptée car elle génère des pertes d'information et exclut les étudiants les moins familiarisés avec la culture académique. Pour lui, les élèves arrivent à l'école avec des bagages différents : certains sont issus de milieux favorisés (les héritiers) où les codes scolaires sont déjà bien connus, tandis que d'autres, venant de milieux moins favorisés, peuvent être moins familiers avec ces codes et avoir moins de soutien à la maison.
Garcia et Oller retracent l’origine et l’Histoire de la “pédagogie rationnelle”, un concept élaboré par Bourdieu et Passeron en 1964. Selon elles, cette approche pédagogique répond à un objectif simple : exprimer clairement les compétences attendues afin de faciliter la réussite des élèves en classe. Dit autrement, leur but est de donner la possibilité, à un plus grand nombre d’élèves, l’accès à l’école et à ses ressources, le tout sur un même pied d’égalité.
Selon Bourdieu, l’enseignant·e en « pédagogie rationnelle » cherche à adapter son cours à la diversité culturelle de ses élèves au lieu de les ignorer. Il défend l’idée d’une égalité des chances basée non sur l’uniformité, mais sur une pédagogie différenciée.
L’objectif est de donner à tous les élèves les mêmes chances de réussite, en ajustant l’enseignement à leurs besoins spécifiques.
Braz explique que la pédagogie rationnelle n’est pas une pédagogie au sens d’une méthode d’enseignement. Elle est davantage une ligne de conduite à maintenir pour éviter les inégalités scolaires.
Lahire souligne que l’école impose une manière de s’exprimer et de penser qui est souvent éloignée des habitudes des familles des classes populaires. Cette distance peut rendre l’apprentissage plus difficile pour ces élèves.
Bilan de la pédagogie rationnelle
La focale de la pédagogie rationnelle repose sur le fossé qui existe entre les codes scolaires de certains publics précarisés et l’institution scolaire, plutôt que sur les lacunes inhérentes aux élèves eux-mêmes. À travers des concepts tels que la rencontre ratée, la massification, la culture scolaire, le curriculum invisible, nous vous avons proposé des pistes de solutions pour tenter de réduire les inégalités scolaires et de favoriser un enseignement plus inclusif dans vos classes en pratiquant la pédagogie rationnelle. Chaque situation étant bien sûr, toujours unique, aucune recette ne s’impose telle quelle dans votre environnement de travail. Elle demande toujours une connaissance fine du terrain et une analyse réflexive constante de votre pratique afin d’adapter ces pistes de solutions à l’environnement socioéconomique de votre école. En adoptant un comportement adapté aux besoins spécifiques des élèves, vous pourriez réduire les inégalités scolaires dans vos classes. Dans un même temps, des recherches futures pourraient mesurer la performance des techniques associées à ces approches d'enseignement dans différents contextes socioculturels, ainsi que leur impact à long terme sur le développement des élèves afin d’offrir une évaluation plus fine de ces dispositifs. Du point de vue de l’émancipation des élèves, il est essentiel de rendre explicites les logiques scolaires ainsi que les savoirs attendus, pour garantir un accès équitable aux apprentissages.
De plus, il est primordial de lever les malentendus socio-culturels et pédagogiques qui peuvent empêcher la compréhension et la réussite. Adopter une approche systémique permet de mieux répondre aux besoins variés des apprenants, en rapprochant ceux qui sont les plus éloignés des logiques et attentes du cadre scolaire. Cette démarche vise à construire un environnement éducatif inclusif et équitable.
Nous conseillons également d’examiner les méthodes de formation et de soutien des enseignant·e·s afin de les insérer dans leur formation initiale et continue. Ce dernier point permettrait une refonte pérenne de notre système éducatif.

## Limites et critiques
Les critiques de la pédagogie rationnelle se concentrent souvent sur la distance entre une approche prescriptive et la nécessité d’adapter l’enseignement aux réalités de terrain. En effet, En voulant standardiser certains aspects de l’enseignement, cette perspective peut être perçue par certains comme allant à l’encontre de la diversité pédagogique. Elle peut être jugée trop normative, limitant l’autonomie des enseignants dans leur manière d’aborder les différences culturelles et sociales des élèves.
Par ailleurs, les travaux de Bourdieu et Passeron sont souvent critiqués pour leur tendance à dépeindre l’école comme un instrument de reproduction sociale, ce qui pourrait - d'après eux -  limiter la perspective de transformation au sein du système éducatif lui-même. Ces critiques soulignent que, bien que la pédagogie rationnelle soit prometteuse pour une démocratisation de l'éducation, elle requiert des ajustements institutionnels et un fort soutien politique pour ne pas être perçue comme un modèle « technocratique » éloigné des besoins individuels des élèves et des enseignants.